# 洪偉明
洪偉明（英語：Ivan Hong，1951年11月10日—），為模特兒經紀公司凱渥的創辦人。1970年代曾擔任歌手歐陽菲菲的演唱伴舞舞者。

## 生平
台灣師大美術系肄業，在1970年代末就自創品牌Ivan H。1980年代初，他在美國Elite模特經紀公司接受了3個月的培訓，回國後當造型師、秀導，1986年組建了凱渥模特兒經紀公司（取“catwalk”的諧音）。1989年首次提出了個人專屬造型設計的概念，成為台灣第一位專屬造型顧問，得意之作為陳淑樺的《夢醒時分》。

## 家庭
洪偉明為男同志，他的丈夫呂芳智是一名服裝設計師。2011年，洪偉明接受李晶玉的電視專訪時，正式承認兩人的關係。2014年12月6月，凱渥模特兒經紀公司舉行成立30週年慶祝活動。洪偉明與呂芳智同時舉辦了婚禮，由張小燕、張艾嘉擔任證婚人。
2020年2月10日兩人登記結婚。

## 出版
- 《時尚就是這麼回事：洪偉明的100個品牌故事(附MP3光碟)》，ISBN　9789862292624。

## 外部連結
- 凱渥